# NS 6000
De serie NS 6000 was een serie tenderlocomotieven met de asindeling 2'C2' van de Nederlandse Spoorwegen (NS) en diens voorganger Maatschappij tot Exploitatie van Staatsspoorwegen (SS). Ze werden gefabriceerd door Beyer, Peacock and Company in Manchester.

## Geschiedenis
Rond 1912 hadden de staatsspoorwegen hun eerste ervaring opgedaan met nieuwe en sterke 2'C-locomotieven, maar er was behoefte aan een tenderlocomotief-versie van de serie 700. Dit was op dat moment nog niet mogelijk, omdat de maximaal toegestane asdruk van zestien ton zou worden overschreden. De SS bouwde daarom 2'C2'-locomotieven met minder vermogen dan de serie 700 en met slechts twee binnenliggende cilinders. Wel gelijk aan de uitrusting van de serie 700 waren de schoorsteen met koperen kroon, een koperen stoomdom, de wielmiddellijn en de maximale stoomspanning. De leverancier Beyer, Peacock & Co. had een robuuste en toch sierlijke locomotief gebouwd.

## Railway Operating Division
Als gevolg van het uitbreken van de Eerste Wereldoorlog in juli 1914 werden slechts 26 van de 40 bestelde locomotieven geleverd aan de SS. De overige 14 locomotieven zijn in beslag genomen door de Railway Operating Division, onderdeel van het Britse War Department. De locomotieven zijn naar Frankrijk gezonden ten behoeve van de geallieerde legers. Na het einde van de oorlog zijn de locomotieven niet alsnog naar hun oorspronkelijke Nederlandse opdrachtgever gegaan: alle veertien werden verkocht aan de Compagnie des chemins de fer du Nord, waar ze de nummers Nord 3.871-3.884 kregen
| Fabrieksnummer | In dienst         | SS nummer | NS nummer | Uit dienst | Bijzonderheden                                    |
| -------------- | ----------------- | --------- | --------- | ---------- | ------------------------------------------------- |
| 5674           | september 1913    | 1201      | 6001      | 1954       |                                                   |
| 5675           | september 1913    | 1202      | 6002      | 1955       |                                                   |
| 5676           | september 1913    | 1203      | 6003      | 1955       |                                                   |
| 5677           | oktober 1913      | 1204      | 6004      | 1947       |                                                   |
| 5678           | oktober 1913      | 1205      | 6005      | 1954       |                                                   |
| 5679           | december 1913     | 1206      | 6006      | 1957       |                                                   |
| 5843           | augustus 1914     | 1207      | 6007      | 1947       |                                                   |
| 5844           | augustus 1914     | 1208      | 6008      | 1957       |                                                   |
| 5845           | augustus 1914     | 1209      | 6009      | 1947       |                                                   |
| 5846           | augustus 1914     | 1210      | 6010      | 1947       |                                                   |
| 5847           | augustus 1914     | 1211      | 6011      | 1954       |                                                   |
| 5848           | augustus 1914     | 1212      | 6012      | 1957       |                                                   |
| 5849           | 19 november 1915  | 1213      | 6013      | 1957       |                                                   |
| 5850           | 19 november 1915  | 1214      | 6014      | 1955       |                                                   |
| 5851           | 5 november 1915   | 1215      | 6015      | 1957       |                                                   |
| 5852           | 22 oktober 1915   | 1216      | 6016      | 1947       |                                                   |
| 5853           | 22 oktober 1915   | 1217      | 6017      | 1956       |                                                   |
| 5854           | 23 september 1915 | 1218      | 6018      | 1955       |                                                   |
| 5855           | 3 augustus 1915   | 1219      | 6019      | 1957       |                                                   |
| 5856           |                   |           |           |            | In beslag genomen door Railway Operating Division |
| 5857           |                   |           |           |            | In beslag genomen door Railway Operating Division |
| 5858           |                   |           |           |            | In beslag genomen door Railway Operating Division |
| 5859           | 4 januari 1916    | 1223      | 6020      | 1954       |                                                   |
| 5860           | 11 december 1915  | 1224      | 6021      | 1954       |                                                   |
| 5861           | 30 juli 1915      | 1225      | 6022      | 1957       |                                                   |
| 5862           |                   |           |           |            | In beslag genomen door Railway Operating Division |
| 5863           |                   |           |           |            | In beslag genomen door Railway Operating Division |
| 5864           |                   |           |           |            | In beslag genomen door Railway Operating Division |
| 5865           |                   |           |           |            | In beslag genomen door Railway Operating Division |
| 5866           |                   |           |           |            | In beslag genomen door Railway Operating Division |
| 5867           | 3 september 1915  | 1231      | 6023      | 1955       |                                                   |
| 5868           |                   |           |           | 1954       | In beslag genomen door Railway Operating Division |
| 5869           |                   |           |           | 1954       | In beslag genomen door Railway Operating Division |
| 5870           |                   |           |           | 1954       | In beslag genomen door Railway Operating Division |
| 5871           |                   |           |           | 1954       | In beslag genomen door Railway Operating Division |
| 5872           |                   |           |           | 1954       | In beslag genomen door Railway Operating Division |
| 5873           |                   |           |           | 1954       | In beslag genomen door Railway Operating Division |
| 5874           | 9 augustus 1915   | 1238      | 6024      | 1954       |                                                   |
| 5875           | 31 augustus 1915  | 1239      | 6025      | 1956       |                                                   |
| 5876           | 6 januari 1916    | 1240      | 6026      | 1947       |                                                   |

## Afbeeldingen

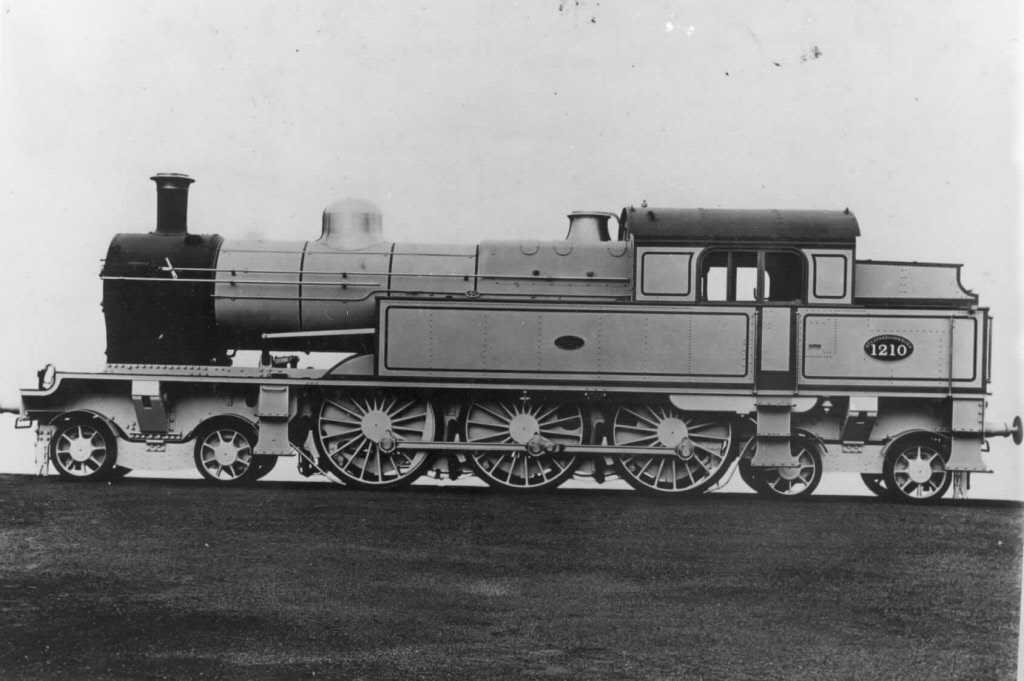
SS nr. 1210 later omgenummerd naar NS nr. 6010
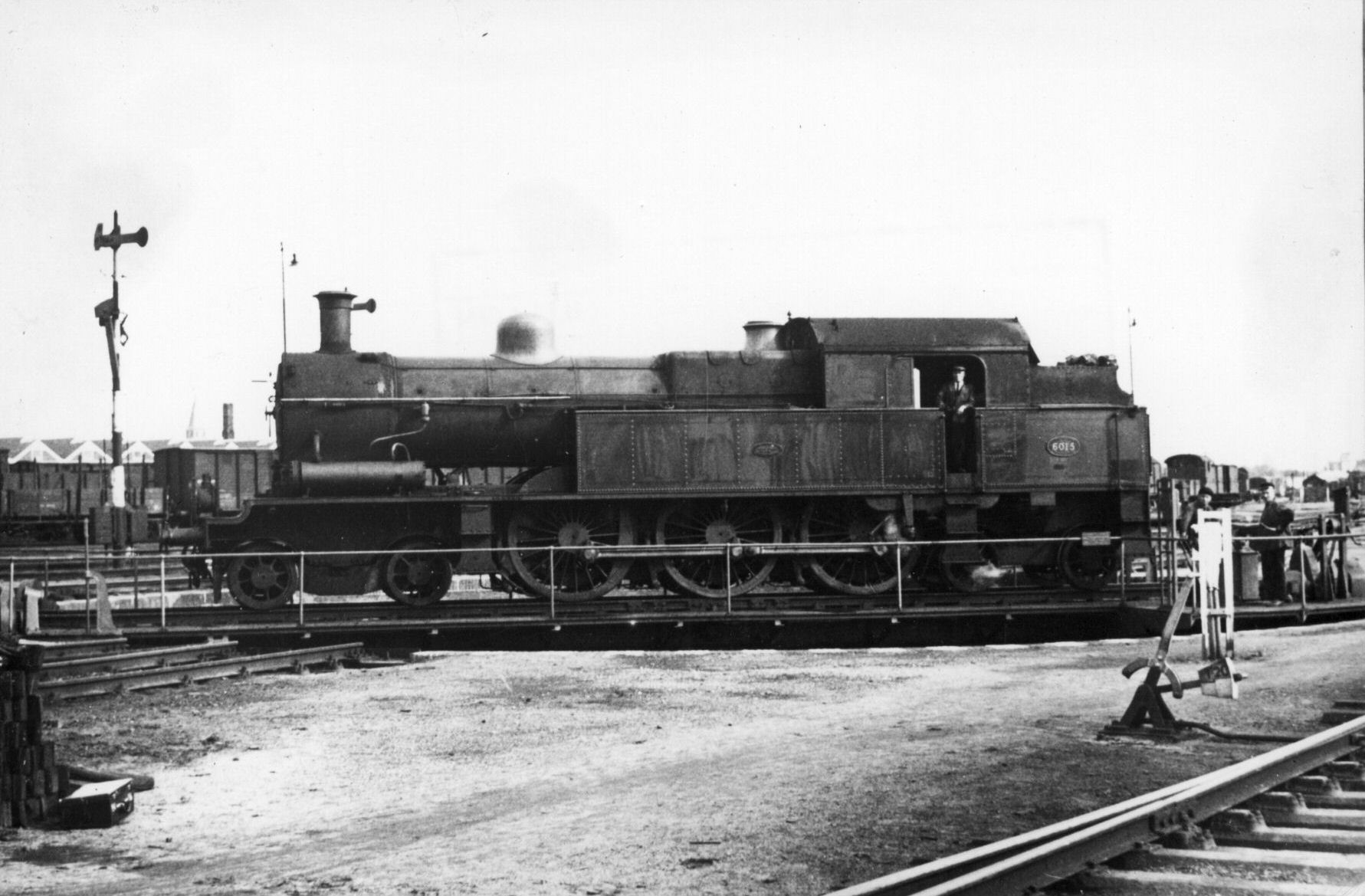
NS 6015 op de draaischijf te Amersfoort. (Tussen 1930 en 1939)
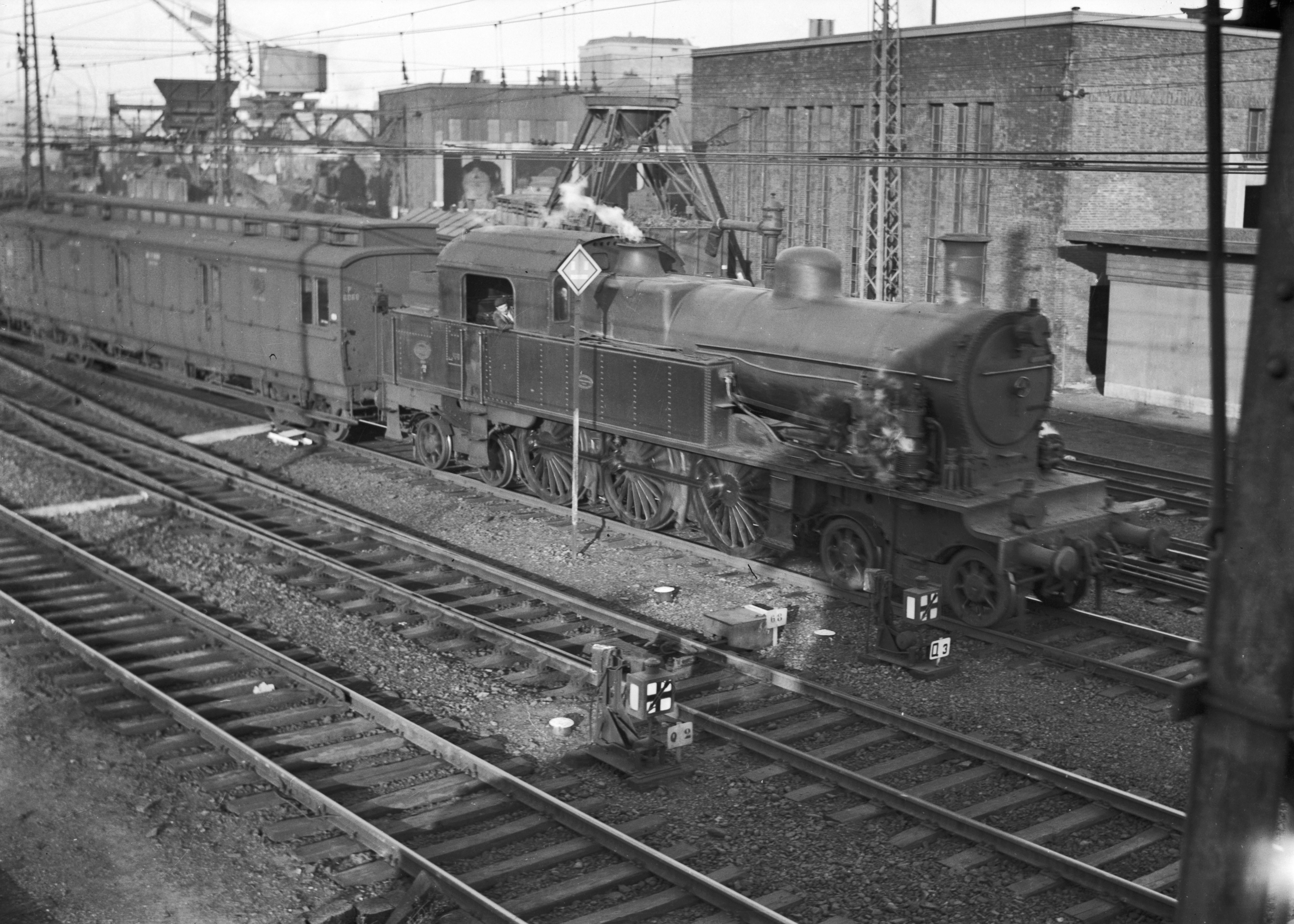
Een NS 6000 met rijtuigen op het emplacement aan de oostzijde van het N.S.-station Amsterdam C.S. (13-12-1940)
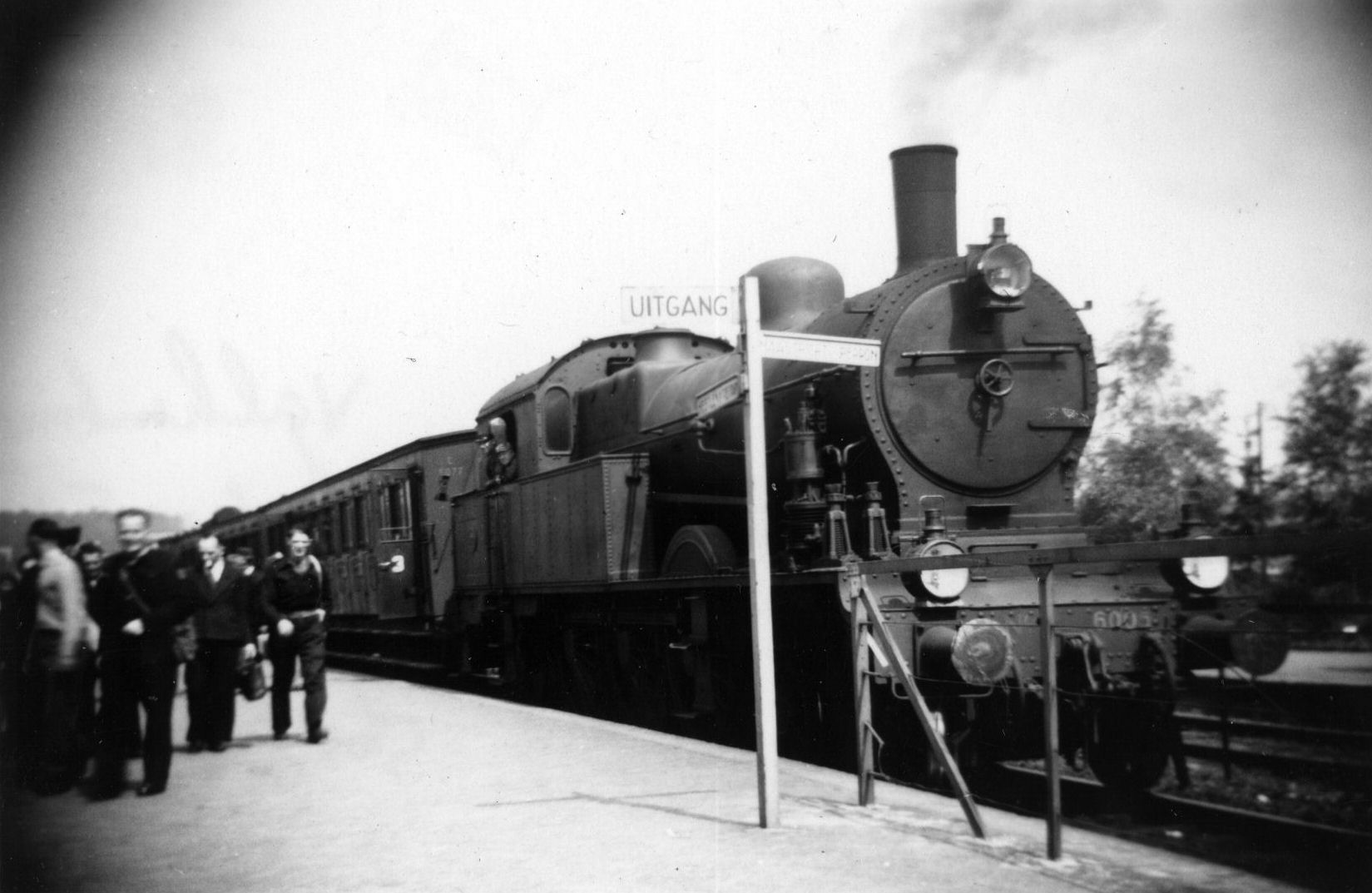
NS 6005 met een trein langs het perron van het N.S.-station Valkenburg (03-07-1947)
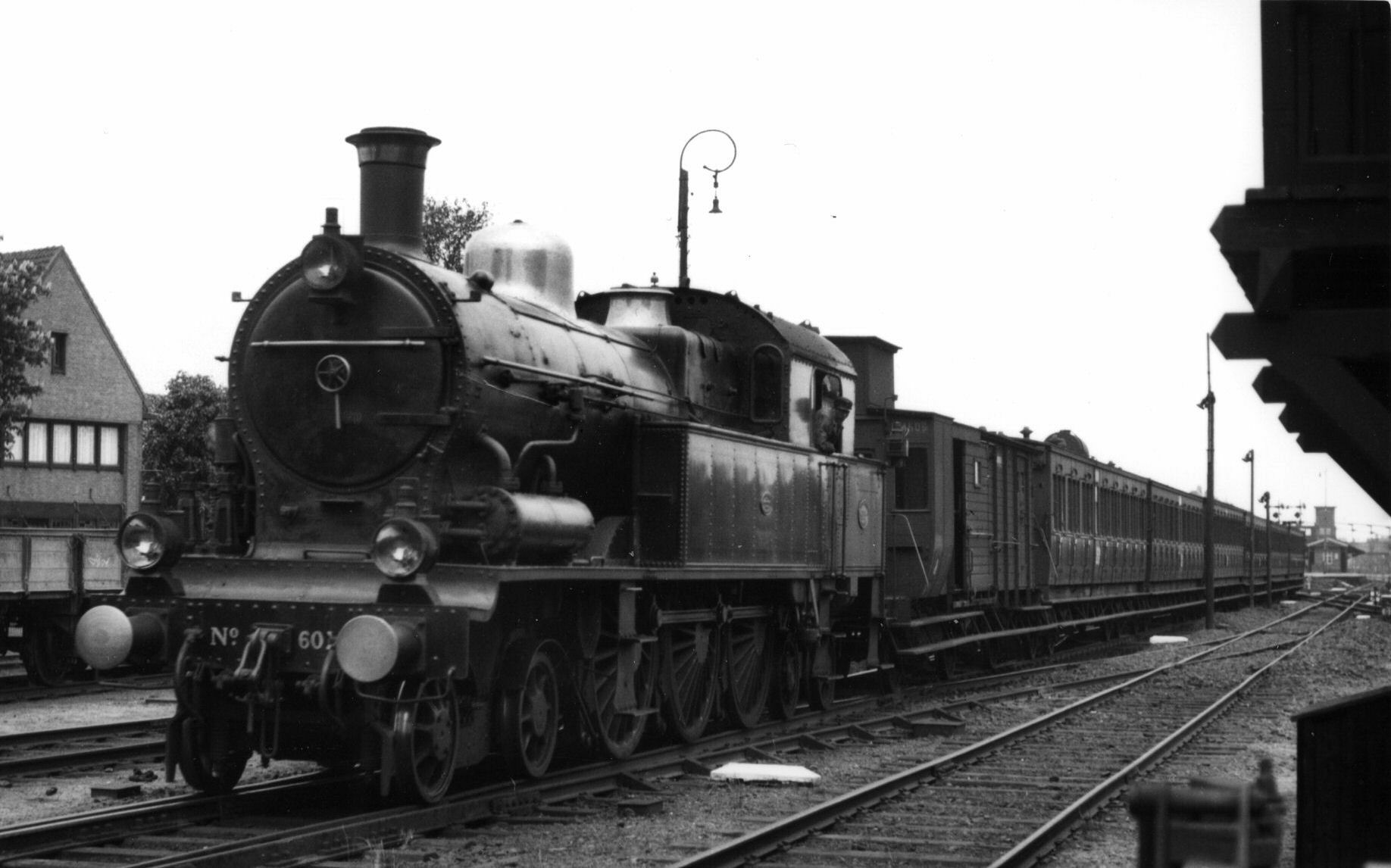
NS 6015 met een trein te Hilversum. (juni 1935)
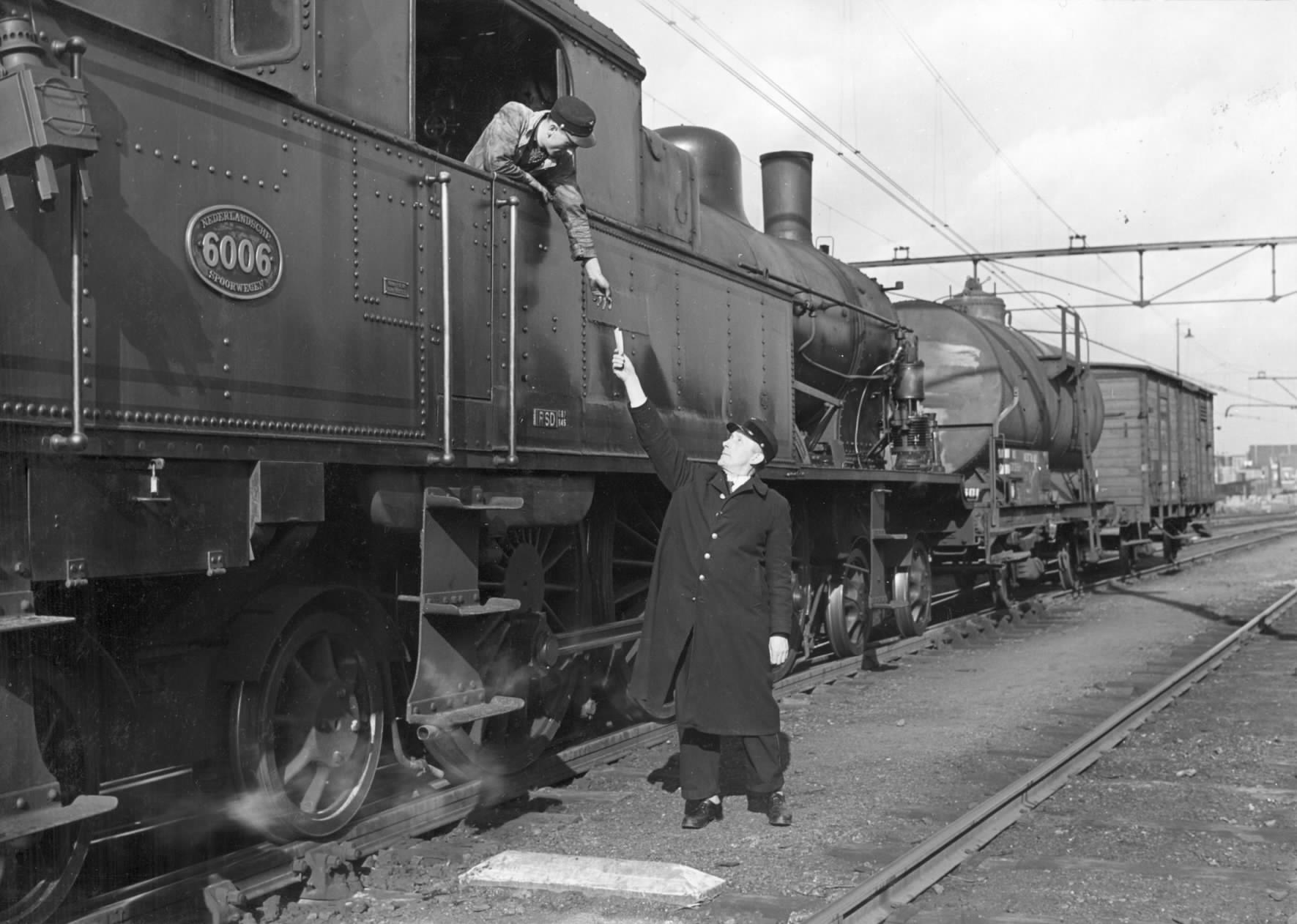
NS 6006 tijdens rangeren op het emplacement te Roosendaal (1950)
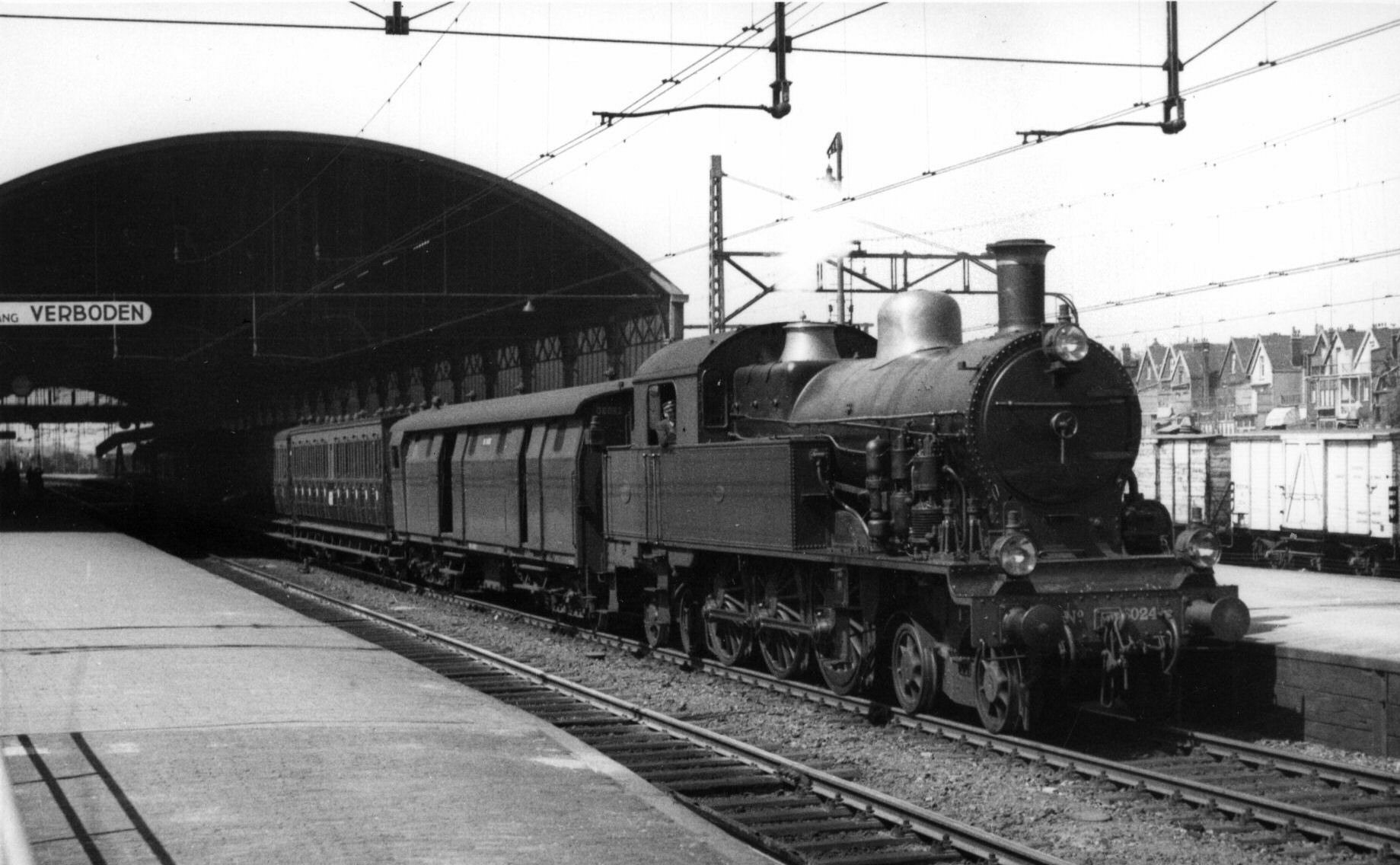
NS 6024 met een trein naar Roosendaal op het station Rotterdam D.P. (mei 1935)
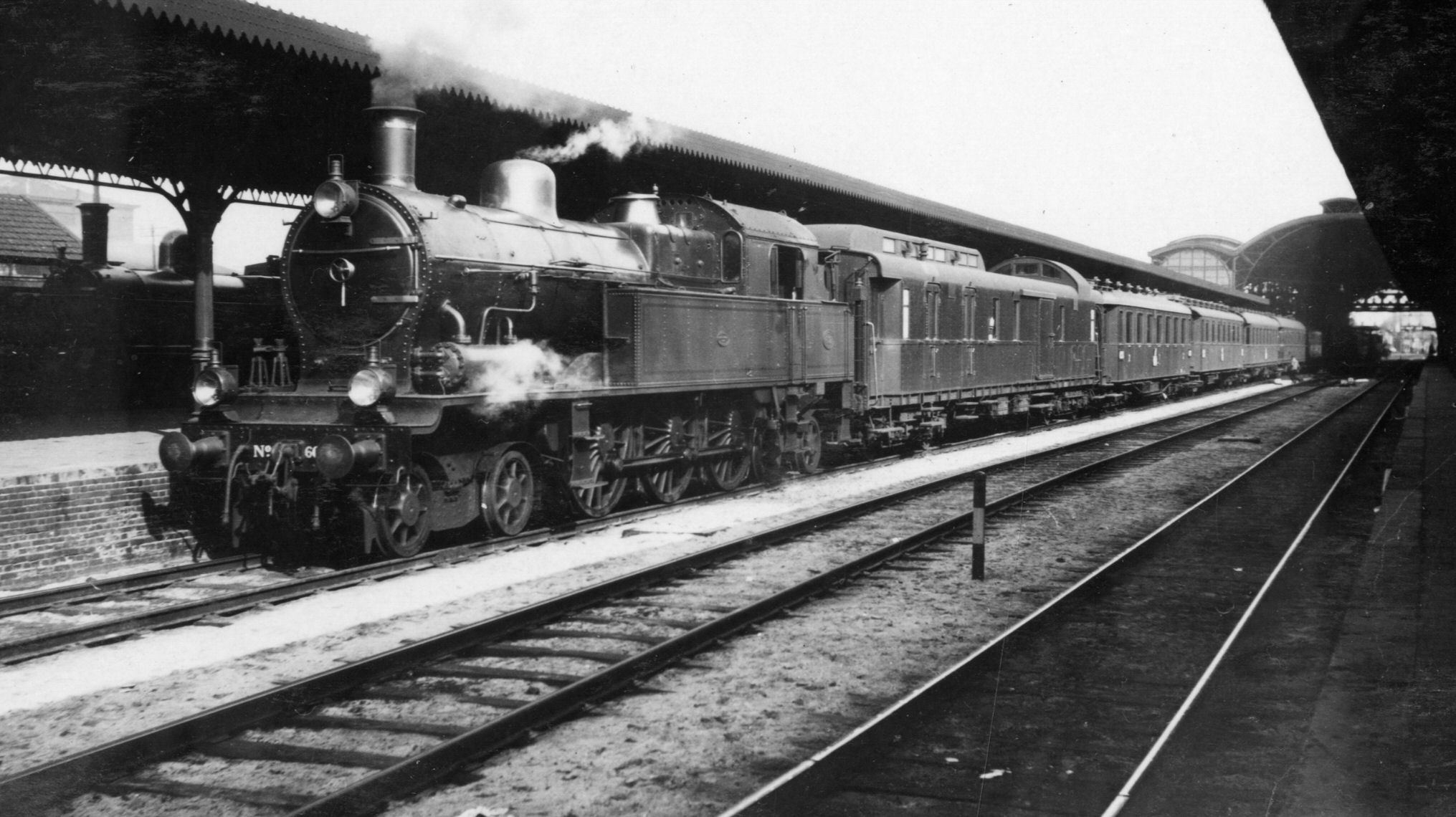
NS 6021 met trein D111 uit Hoek van Holland langs het perron van het N.S.-station Utrecht C.S. (Tussen 1925 en 1935)
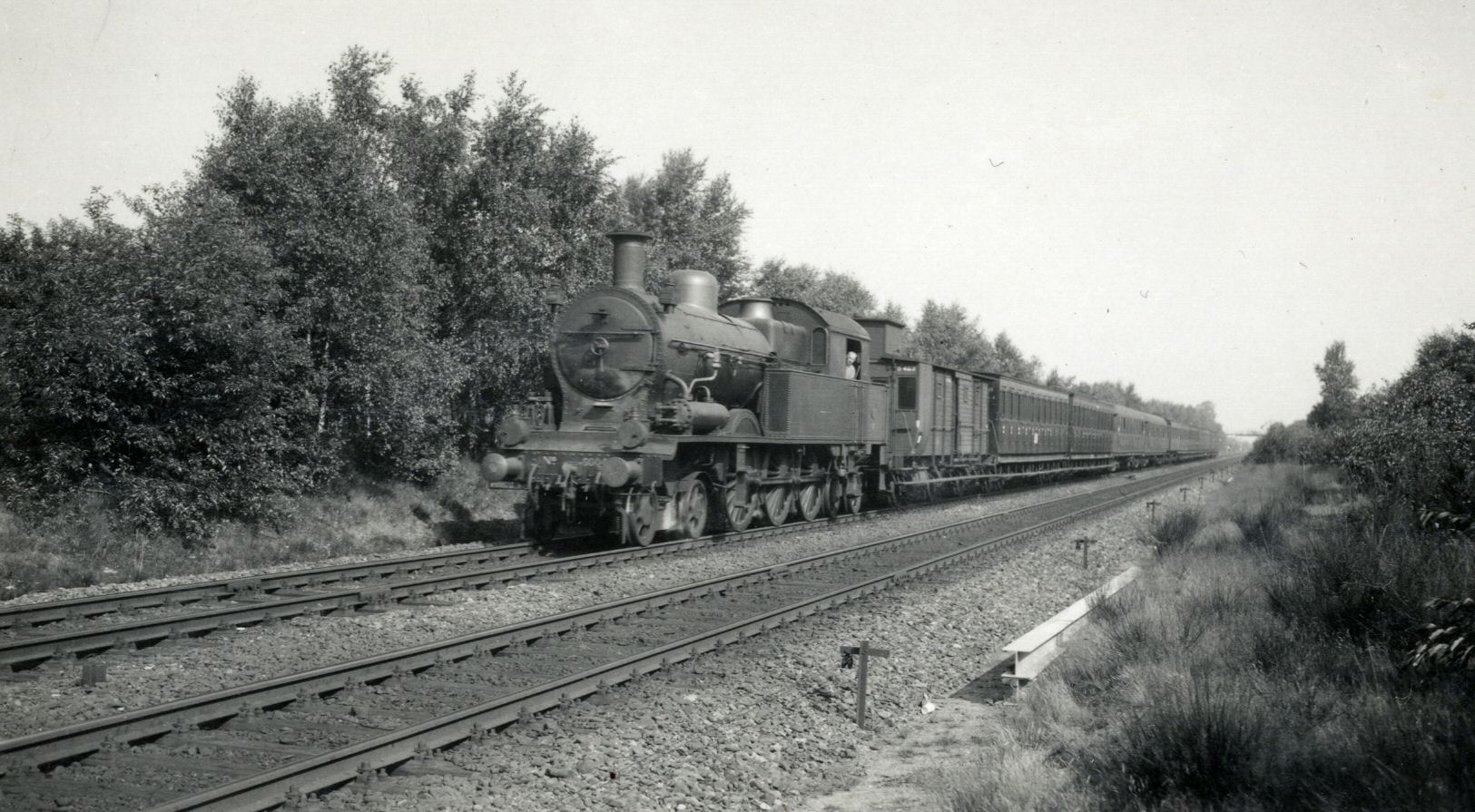
NS 6004 met een trein ter hoogte van Crailoo. (Tussen 1940 en 1941)
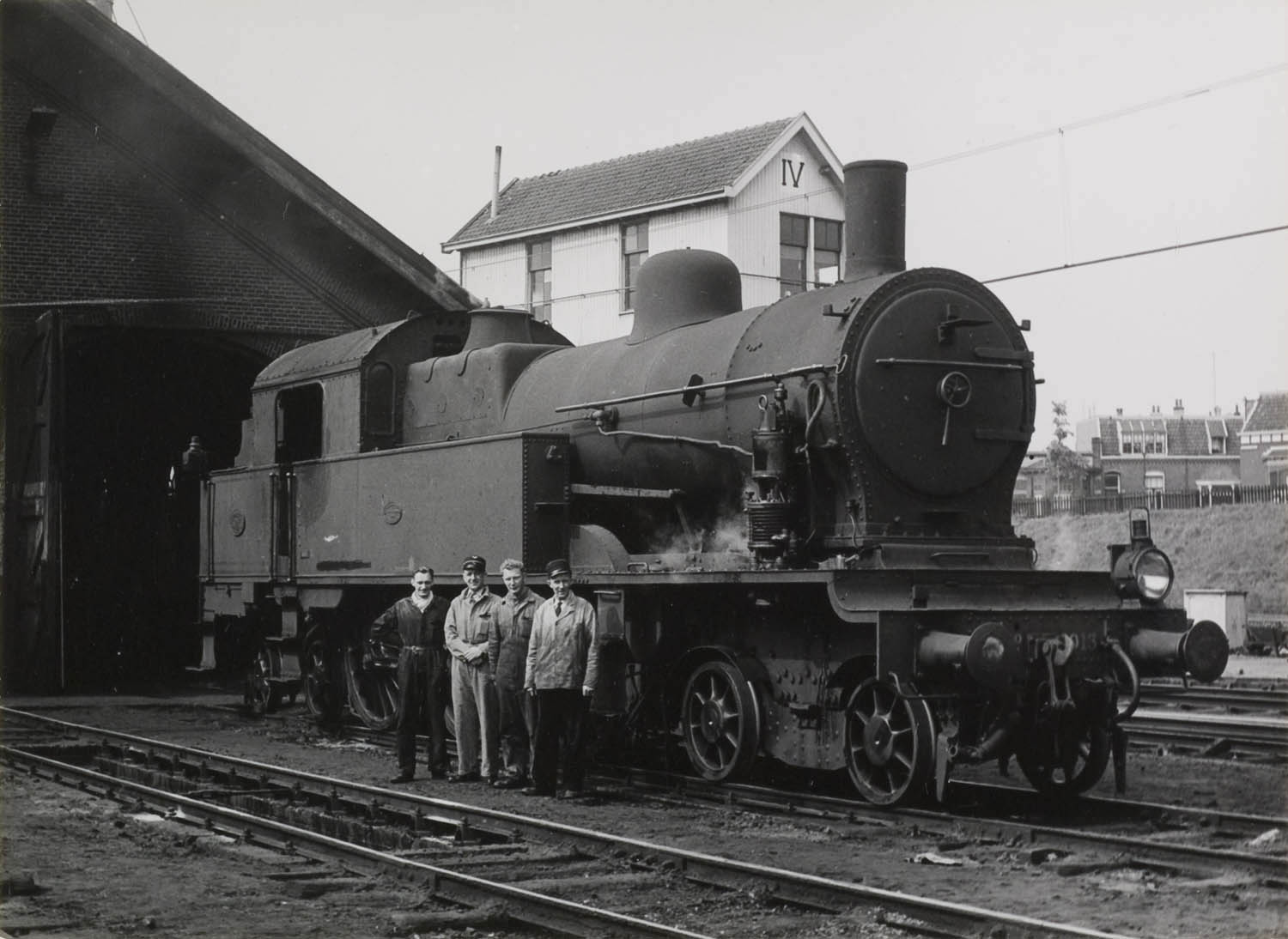
NS 6013 net voordat de lok voor de sloop ging (27-05-1957)